# Maikel van der Vleuten
Maikel Leonardus van der Vleuten (Geldrop, 10 de febrero de 1988) es un jinete neerlandés que compitió en la modalidad de salto ecuestre.
Participó en cuatro Juegos Olímpicos de Verano, obteniendo tres medallas, plata en Londres 2012, en la prueba por equipos (junto con Jur Vrieling, Marc Houtzager y Gerco Schröder), y bronce en Tokio 2020 y París 2024, en la prueba individual, y el séptimo lugar en Río de Janeiro 2016, por equipos.
Ganó tres medallas en el Campeonato Mundial de Saltos Ecuestres, en los años 2014 y 2022, y una medalla de oro en el Campeonato Europeo de Saltos Ecuestres de 2015.

## Palmarés internacional
| Juegos Olímpicos   | Juegos Olímpicos      | Juegos Olímpicos  | Juegos Olímpicos |
| Año                | Lugar                 | Medalla           | Categoría        |
| ------------------ | --------------------- | ----------------- | ---------------- |
| 2012               | Londres (Reino Unido) | Medalla de plata  | Por equipos      |
| 2020               | Tokio (Japón)         | Medalla de bronce | Individual       |
| 2024               | París (Francia)       | Medalla de bronce | Individual       |
| Campeonato Mundial |                       |                   |                  |
| Año                | Lugar                 | Medalla           | Categoría        |
| 2014               | Caen (Francia)        | Medalla de oro    | Por equipos      |
| 2022               | Herning (Dinamarca)   | Medalla de plata  | Por equipos      |
| 2022               | Herning (Dinamarca)   | Medalla de bronce | Individual       |
| Campeonato Europeo |                       |                   |                  |
| Año                | Lugar                 | Medalla           | Categoría        |
| 2015               | Aquisgrán (Alemania)  | Medalla de oro    | Por equipos      |